# Kim Yoo-jung
Kim Yoo-jung (kor. 김유정, ur. 22 września 1999 w Seulu) – południowokoreańska aktorka. Zadebiutowała jako modelka dla marki cukierniczej w wieku czterech lat. Po debiucie aktorskim w 2003 roku stała się jedną z najbardziej rozchwytywanych aktorek dziecięcych w Korei. Zdobyła uwagę publiczności dzięki rolom w serialach telewizyjnych Dong Yi (2010), Moon Embracing the Sun (2012), May Queen (2012), Golden Rainbow (2013), Secret Door (2014) i Angry Mom (2015). Wystąpiła również w filmach Commitment (2013), Thread of Lies (2014) i Circle of Atonement (2015). Prowadziła muzyczny program Inkigayo od listopada 2014 do kwietnia 2016 roku.
Kim Yoo-jung zagrała swoją pierwszą główną rolę w historycznym romansie Love in the Moonlight (2016), a następnie wystąpiła w romantycznej komedii Because I Love You (2017), dramacie telewizyjnym Clean with Passion for Now (2018), Backstreet Rookie (2020), kryminał thriller The 8th Night (2021), historycznym romansie fantasy Lovers of the Red Sky (2021), młodzieżowym filmie romantycznym 20th Century Girl (2022) i romans fantasy Romans z demonem (2023–2024).
Kim Yoo-jung zyskała przydomek „Mała Siostra Narodu” po zagraniu wielu ról dziecięcych oraz „Wróżka Sageuk” dzięki rolom w kilku uznanych dramatach historycznych. Zyskała również przydomki „Pierwsza Miłość Narodu” i „Pierwsza miłość świata” po swojej dobrze przyjętej roli w filmie 20th Century Girl. W 2017 roku zajęła 8. miejsce na liście Forbes Korea Power Celebrity, będąc najmłodszą osobą w Top 10 w wieku 17 lat.

## Życiorys i kariera

### Wczesne lata i edukacja
Kim Yoo-jung urodziła się 22 września 1999 roku w dzielnicy Seongdong, Seul, Korea Południowa, jako najmłodsza z trójki rodzeństwa. Jej starsza siostra, Kim Yeon-jung, zadebiutowała jako aktorka w 2017 roku.
Uczęszczała do Goyang High School of Arts i ukończyła ją w styczniu 2018 roku. W 2017 roku odłożyła zdawanie krajowego egzaminu College Scholastic Ability Test, decydując się zamiast tego skupić na swojej karierze aktorskiej.

### 2003–2011: Początki jako aktorka dziecięca

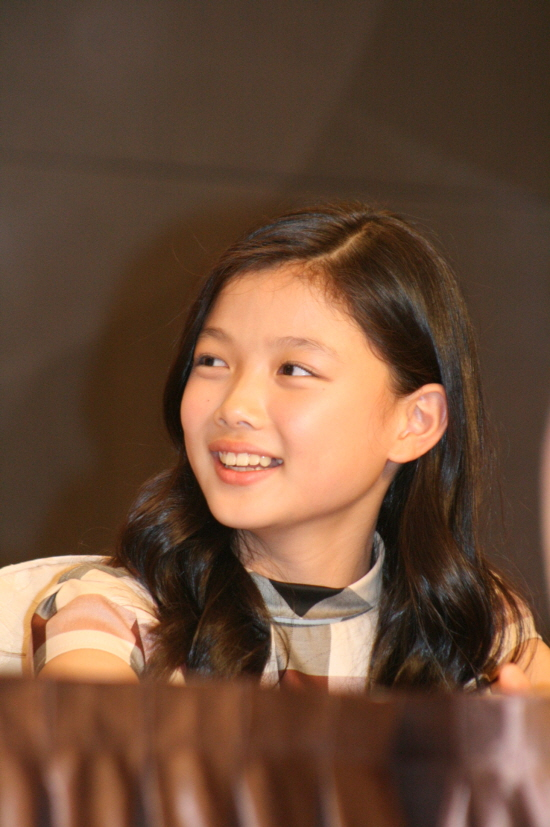
Kim Yoo-jung w lipcu 2010 roku

Po debiucie aktorskim w wieku 4 lat szybko stała się jedną z najbardziej rozchwytywanych aktorek dziecięcych w Korei. Do czasu, gdy była w piątej klasie, wystąpiła już w 13 dramach telewizyjnych i 15 filmach.
W 2008 roku otrzymała swoją pierwszą nagrodę aktorską w kategorii „Najlepsza Młoda Aktorka” za przygodowy serial akcji Iljimae i dramat historyczny Painter of the Wind. Następnie zdobyła uznanie za swoje występy w Dong Yi (2010) i Flames of Desire (2010). Serial Grudge: The Revolt of Gumiho (2010) to pierwsza główna rola Yeon-jung, która nie była dziecięcym odpowiednikiem głównej bohaterki.

### 2012–2014: Rosnąca popularność
Kim Yoo-jung zdobyła popularność w 2012 roku, kiedy zagrała w fantastycznym dramacie historycznym Moon Embracing the Sun, który ponownie połączył ją z aktorami z Grudge: The Revolt of Gumiho Lee Tae-ri - Lee Tae-ri oraz Yeo Jin-goo z Iljimae. Serial Moon Embracing the Sun przekroczył 40% oglądalności i zyskał status „dramatu narodowego”. Za swoją świetną kreację młodej protagonistki została nominowana do nagrody dla Najlepszej Nowej Aktorki na 48. Baeksang Arts Awards i zdobyła nagrodę dla Najlepszej Młodej Aktorki na 1. K-Drama Star Awards oraz na 2012 MBC Drama Awards. Następnie zagrała w dobrze przyjętym serialu May Queen (2012) oraz w filmie Commitment z 2013 roku  i dramacie rodzinnym Golden Rainbow (2013).
W 2014 roku Kim Yoo-jung zdobyła uznanie krytyków za rolę nastoletniej prześladowczyni w filmie Thread of Lies  i została nominowana do nagrody dla Najlepszej Nowej Aktorki na Blue Dragon Film Awards. Następnie zagrała tradycyjną śpiewaczkę pogrzebową (tzw. "gok-bi") w jednoodcinkowej antologii Drama Special  oraz wystąpiła w horrorze Room 731, anglojęzycznym filmie dyplomowym autorstwa reżysera z USC Kim Young- min. Następnie zagrał główną rolę w dramacie historycznym Secret Door. Yoo-jung również rozpoczęła prowadzenie muzycznego programu Inkigayo w listopadzie 2014 roku, a zakończyła tę rolę w kwietniu 2016 roku.

### 2015–2022: Przejście na główne role

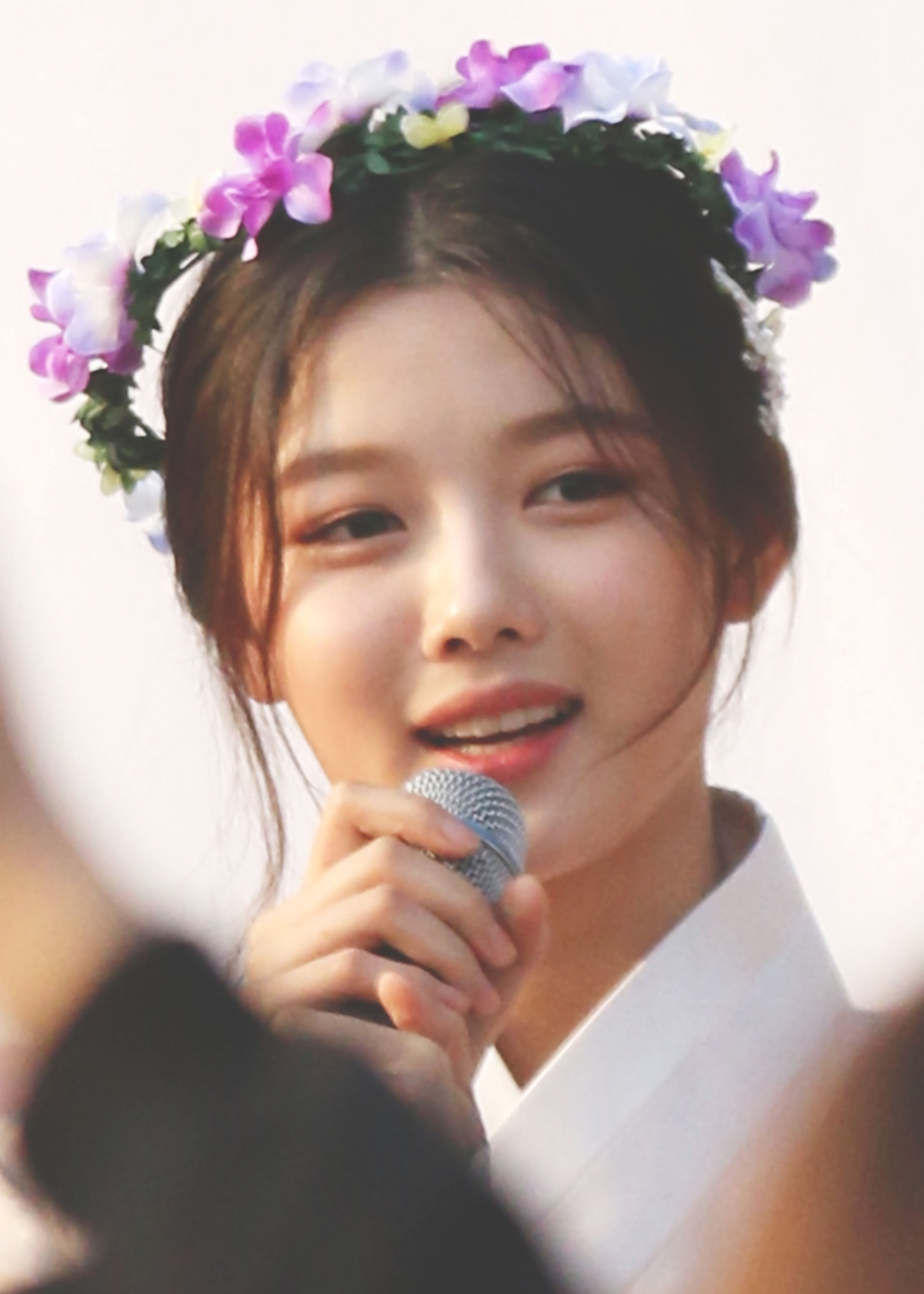
Kim Yoo-jung na spotkaniu z fanami dla Love in the Moonlight w październiku 2016 roku

W 2015 roku Kim Yoo-jung zagrała w serialu telewizyjnym Angry Mom, który poruszał tematykę zastraszania i przemocy w szkole. W tym samym roku ponownie wcieliła się w rolę kobiety zamienionej w kota w dwusezonowym serialu internetowym Love Cells, adaptowanym z webtoonu o tym samym tytule, oraz zagrała córkę mordercy w thrillerze Circle of Atonement.
W sierpniu 2016 roku Kim Yoo-jung zadebiutowała w roli głównej jako dorosła aktorka w młodzieżowym dramacie historycznym Love in the Moonlight, gdzie wcieliła się w Hong Ra-on - dziewczynę wychowaną jako chłopiec, która ostatecznie została eunuchą Księcia Koronnego Joseonu, granego przez Park Bo -guma. Serial, który odniósł krajowy sukces, osiągnął najwyższy poziom oglądalności na poziomie 23,3% i zyskał popularność określaną mianem „Moonlight Syndrome”. zdobyła nagrodę "Excellence Award, Actress in a Mid-length Drama" za rolę w Love in the Moonlight na 30. KBS Drama Awards.
W 2017 roku Kim Yoo-jung zagrała u boku Cha Tae-hyuna w filmie Because I Love You. W tym samym roku odbyła swoją pierwszą zagraniczną trasę spotkań z fanami, której pierwszym przystankiem było Taipei na Tajwanie. Spotkanie miało miejsce 4 lutego 2017 roku w ATT Show Box.
W 2018 roku Kim Yoo-jung zagrała w dramacie Clean with Passion for Now, opartym na webtoonie o tym samym tytule. Zagrała pracownicę firmy sprzątającej.
W 2020 roku Kim Yoo-jung została obsadzona w dramacie Backstreet Rookie u boku Ji Chang-wooka, opartym na webtoonie o tym samym tytule. W serialu zagrała rolę byłej złej uczennicy, która zostaje pracownicą w sklepie spożywczym. Aktorka podobno uczęszczała do szkoły kaskaderskiej, aby wykonywać własne akrobacje i sceny walki. Ekipa produkcyjna stwierdziła: „Ciężko pracowała nad scenami walki i akcją na linach w swojej roli Jung Saet-byul. Proszę oczekiwać unikalnej transformacji, jaką przejdzie Yoo-jung”.
Podczas 2020 SBS Drama Awards, które odbyły się 31 grudnia 2020 roku, Kim Yoo-jung została wybrana na główną prowadzącą obok Shin Dong-yupem. Na tej samej gali otrzymała nagrodę Excellence Award w kategorii "Aktorka w Miniserialu Fantasy/Romance" za znakomitą kreację roli Jung Saet-byul w serialu Backstreet Rookie.

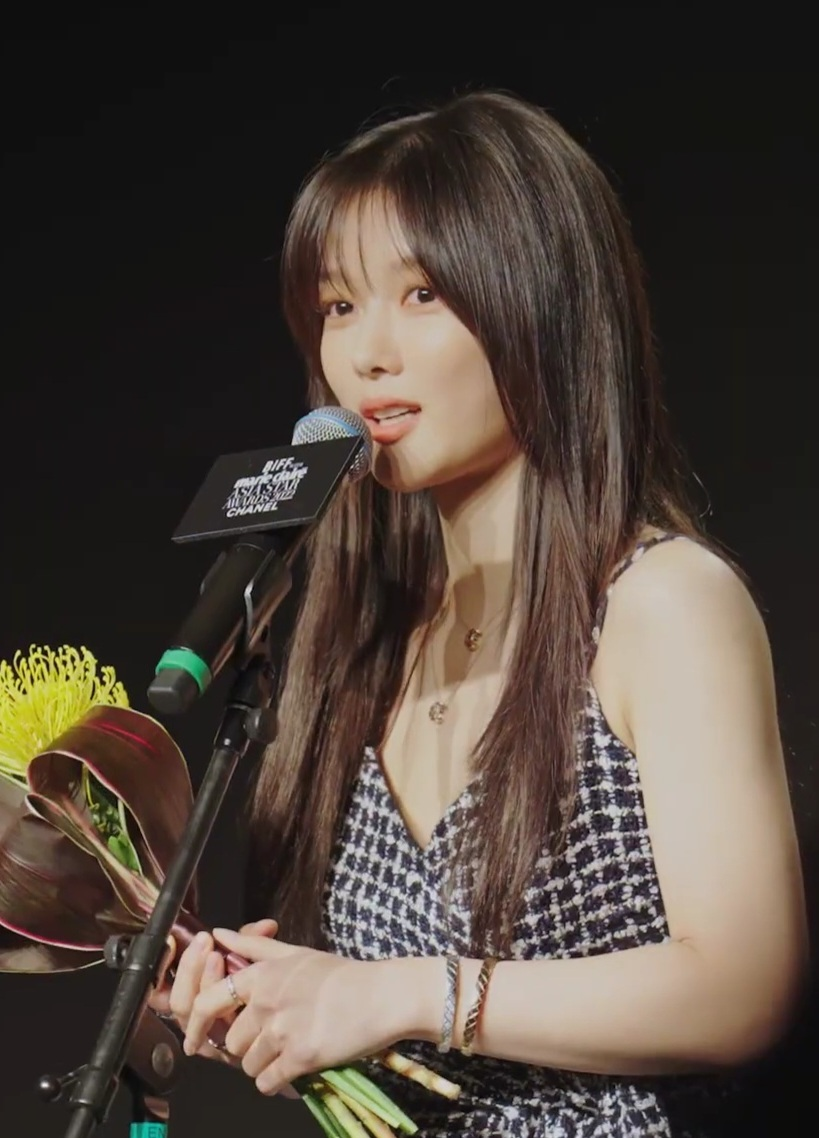
Kim Yoo-jung na rozdaniu nagród BIFF Asia Star Awards w październiku 2022 roku

W grudniu 2020 roku Kim Yoo-jung została potwierdzona jako główna bohaterka w dramacie historyczno-fantastycznym Lovers of the Red Sky, adaptacji powieści napisanej przez Jung Eun-gwol. Serial zadebiutował w sierpniu 2021 roku na SBS TV, a Yoo-jung wcieliła się w tytułową rolę Hong Chun-gi, jedynej malarki dynastii Joseon, u boku Ahn Hyo-seopa jako Ha Ram, niewidomego astrologa. Serial połączył Yoo-jung z reżyserem Jang Tae-yoo po 13 latach od Painter of the Wind (2008), gdzie zagrała dziecięcą wersję głównej bohaterki.
W 2021 roku Kim Yoo-jung pojawiła się w filmie Netflixa The 8th Night w roli tajemniczej medium. W grudniu 2021 roku zagrała również gościnnie w ostatnim odcinku serialu telewizyjnego Coupang Play One Ordinary Day. Pod koniec 2021 roku Kim po raz drugi z rzędu prowadziła SBS Drama Awards razem z Shin Dong-yupem, gdzie otrzymała nagrodę Top Excellence Award w kategorii "Aktorka w Miniserialu Gatunkowym/Fantasy" oraz zdobyła nagrodę Best Couple Award z Ahn Hyo-seopem za rolę w dramacie Lovers of the Red Sky.
W 2022 roku Kim Yoo-jung ponownie współpracowała z reżyserem i członkami obsady Love in the Moonlight w programie rozrywkowym TVING Young Actors' Retreat. W tym samym roku zagrała również w filmie Netflixa 20th Century Girl, wcielając się w rolę 17-letniej Na Bo-ra.

### 2023: Debiut sceniczny

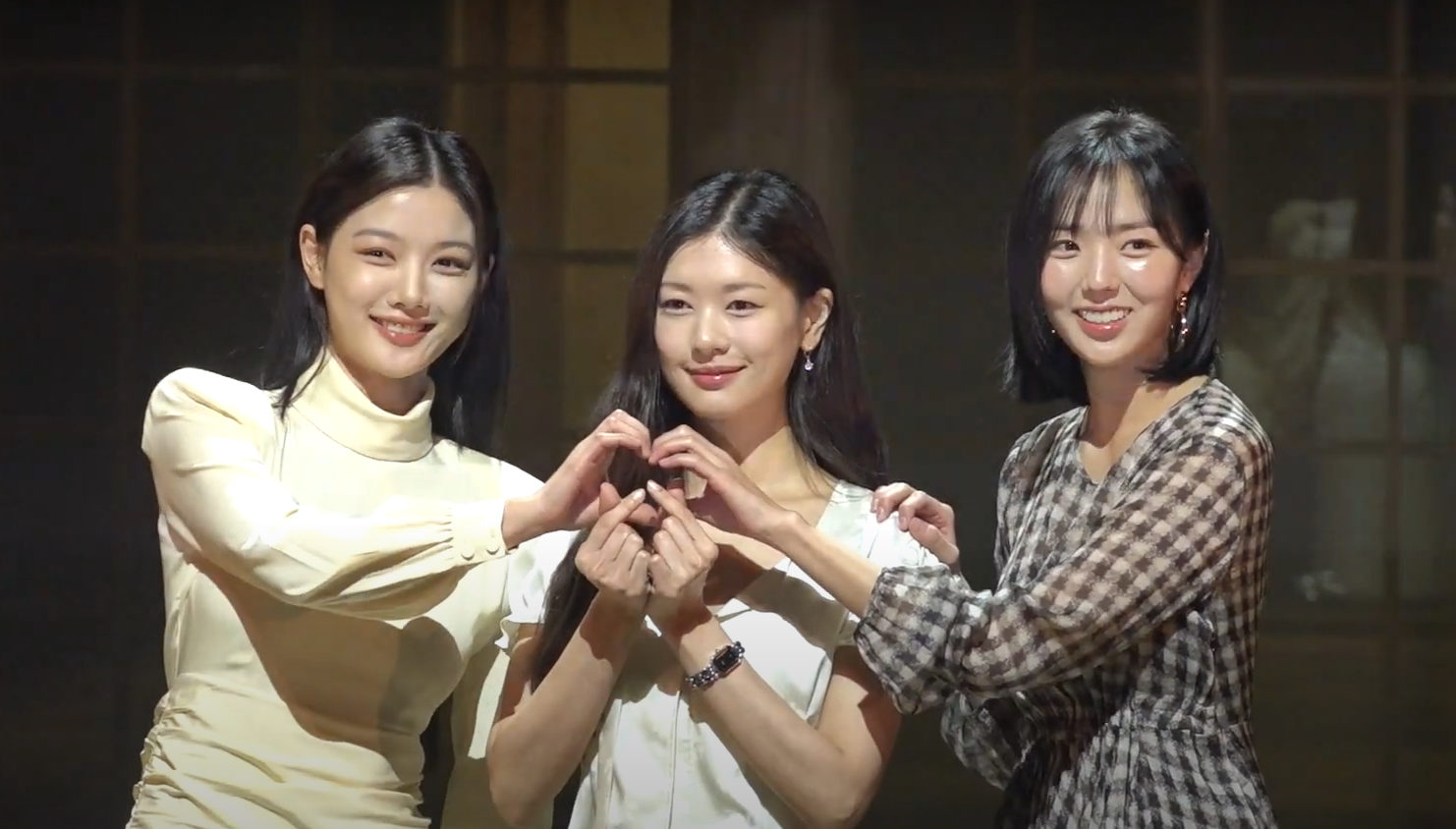
Obsada Shakespeare in Love na konferencji prasowej 7 lutego 2023 r. (L-P): Kim Yoo-jung, Jung So-min i Chae Soo-bin.

Kim Yoo-jung zadebiutowała na scenie teatralnej w styczniu 2023 roku, biorąc udział w sztuce Kim Dong-yeona Shakespeare in Love, adaptacji filmu z 1998 roku o tym samym tytule. W sztuce zagrała rolę Violi de Lesseps, córki bogatego kupca, która przebrana za mężczyznę o imieniu Thomas Kent, staje się aktorką teatralną, co było wówczas tematem tabu dla kobiet. Sztuka otrzymała pozytywne recenzje, a występ Yoo-jung został pochwalony zarówno przez krytyków, jak i publiczność. W marcu 2023 roku Kim pojawiła się gościnnie w filmie Jasona Kima My Heart Puppy jako Ah-min, niepełnosprawna dziewczyna opiekująca się porzuconymi psami. W styczniu 2023 roku została obsadzona w nadchodzącym serialu telewizyjnym SBS Romans z demonem, gdzie wcieliła się w Do Do-hee, dziedziczkę chaebolu. Serial zadebiutował w listopadzie 2023 roku.. W 2024 roku Kim zagrała gościnnie w oryginalnym serialu Netflixa Chicken Nugget, gdzie wcieliła się w postać Choi Min-ah, córki prezesa firmy.

## Filmografia

### Filmy
| Rok  | Tytuł                | Rola                                   | Uwagi             |
| ---- | -------------------- | -------------------------------------- | ----------------- |
| 2004 | DMZ                  | młoda Lee Soo-hyun                     |                   |
| 2005 | Pani Zemsta          | Yoo Jae-kyung                          |                   |
| 2005 | All for Love         | Kim Jin-ah                             |                   |
| 2006 | Forbidden Floor      | Yeo Joo-hee                            |                   |
| 2006 | Lump Sugar           | młoda Kim Shi-eun                      |                   |
| 2007 | Hwang Jin Yi         | młoda Hwang Jini                       |                   |
| 2007 | Bank Attack          | Yeon-hee                               |                   |
| 2007 | Rainbow Eyes         | młoda Lee Yoon-seo / córka Lee Hae-seo |                   |
| 2008 | W pogoni             | Yoo Eun-ji                             |                   |
| 2008 | Unforgettable        | Jang Young-mi                          |                   |
| 2009 | Haeundae             | Kim Ji-min                             |                   |
| 2009 | Living Death         | Ji-eun                                 |                   |
| 2009 | Paradise             | Im Hwa-ran                             |                   |
| 2010 | One Life             | Narrator (głos)                        | film dokumentalny |
| 2012 | The Nutcracker in 3D | Mary (głos)                            | Koreański dubbing |
| 2013 | Commitment           | Ri Hye-in                              |                   |
| 2014 | Thread of Lies       | Hwa-yeon                               |                   |
| 2014 | Room 731             | Wei                                    | Krótki film       |
| 2015 | Circle of Atonement  | Lee Jung-hyun                          |                   |
| 2017 | Because I Love You   | Jang Soo-yi (Scully)                   |                   |
| 2018 | Golden Slumber       | Soo-ah                                 | Cameo             |
| 2021 | The 8th Night        | Ae-ran                                 | Netflix film      |
| 2022 | 20th Century Girl    | Na Bo-ra                               | Netflix film      |
| 2023 | My Heart Puppy       | Ah-min                                 | Cameo             |

### Seriale telewizyjne
| Rok       | Tytuł                                     | Rola                                     | Uwagi              |
| --------- | ----------------------------------------- | ---------------------------------------- | ------------------ |
| 2004      | Freezing Point                            | Choi Eun-yi                              |                    |
| 2006      | Thank You Life                            | Yoo Hyun-ji                              |                    |
| 2006      | MBC Best Theater – "A Teddy Bear's Smile" | Moon Ah-young                            | One-act drama      |
| 2006      | Princess Hours                            | młoda Shin Chae-kyeong                   |                    |
| 2006      | My Beloved Sister                         | Pink / Choi Ga-eul                       |                    |
| 2007      | Belle                                     | Jung Da-jung                             |                    |
| 2007      | Evasive Inquiry Agency                    | młoda Yoo Eun-jae                        |                    |
| 2007      | New Heart                                 | Yoon-ah                                  | Cameo              |
| 2008      | Iljimae                                   | młoda Byun Eun-chae                      |                    |
| 2008      | Formidable Rivals                         | Yoo Kkot-nim                             |                    |
| 2008      | Painter of the Wind                       | młoda Shin Yun-bok                       |                    |
| 2009      | Cain and Abel                             | młoda Kim Seo-yeon                       |                    |
| 2009      | Queen Seondeok                            | 10-letnia księżniczka Cheonmyeong        |                    |
| 2009      | Tamra, the Island                         | Jang Beo-seol                            |                    |
| 2009      | Temptation of an Angel                    | młoda Joo Ah-ran                         |                    |
| 2010      | Dong Yi                                   | młoda Dong Yi                            |                    |
| 2010      | Road No. 1                                | młoda Kim Soo-yeon                       |                    |
| 2010      | Grudge: The Revolt of Gumiho              | Yeon-yi                                  |                    |
| 2010      | Flames of Desire                          | młoda Yoon Na-young / młoda Baek Soo-bin |                    |
| 2010      | Pure Pumpkin Flower                       | młoda Park Soon-jung                     |                    |
| 2011      | Mom, I'm Sorry                            | Ga-young                                 |                    |
| 2011      | Gyebaek                                   | Ga-hee                                   |                    |
| 2012      | Moon Embracing the Sun                    | młoda Heo Yeon-woo                       |                    |
| 2012      | May Queen                                 | młoda Chun Hae-joo                       |                    |
| 2013      | Golden Rainbow                            | młoda Kim Baek-won                       |                    |
| 2014      | Drama Special – "The Dirge Singer"        | Yeon Shim                                | Dramat jednoaktowy |
| 2014      | Secret Door                               | młoda Seo Ji-dam                         | Odc. 1–13          |
| 2015      | Angry Mom                                 | Oh Ah-ran                                |                    |
| 2016      | Love in the Moonlight                     | Hong Ra-on / Hong Sam-nom                |                    |
| 2018      | Clean with Passion for Now                | Gil Oh-sol                               |                    |
| 2020      | Backstreet Rookie                         | Jung Saet-byul                           |                    |
| 2021      | Lovers of the Red Sky                     | Hong Chun-gi                             |                    |
| 2023–2024 | Romans z demonem                          | Do Do-hee                                |                    |

### Seriale internetowe
| Rok  | Tytuł            | Rola                   | Uwagi                     |
| ---- | ---------------- | ---------------------- | ------------------------- |
| 2014 | Love Cells       | Ne-bi                  |                           |
| 2015 | Love Cells 2     | Ne-bi                  |                           |
| 2021 | One Ordinary Day | Nowy klient Joong-hana | Specjalny wygląd (odc. 8) |
| 2024 | Chicken Nugget   | Choi Min-ah            | Udział gościnny           |

### Musical
| Rok  | Tytuł               | Tytuł              | Rola             | Miejsce                                                 | Data                    |
| Rok  | angielski           | koreański          | Rola             | Miejsce                                                 | Data                    |
| ---- | ------------------- | ------------------ | ---------------- | ------------------------------------------------------- | ----------------------- |
| 2008 | Chorus of Angels    | 천사들의 합창      | Lee Ha-neul      | Seoul Education Center and Culture Center Grand Theater | 18 do 20 kwietnia       |
| 2022 | Shakespeare in Love | 셰익스피어 인 러브 | Viola de Lesseps | CJ Towol Theater                                        | 28 stycznia do 26 marca |

### Teatr
| Rok  | Tytuł               | Tytuł                     | Rola                    | Miejsce                            | Data                    |
| Rok  | angielski           | koreański                 | Rola                    | Miejsce                            | Data                    |
| ---- | ------------------- | ------------------------- | ----------------------- | ---------------------------------- | ----------------------- |
| 2017 | Tygiel              | 시련                      | Dziewczyna / Ann Putnam |                                    |                         |
| 2023 | Shakespeare in Love | 셰익스피어 인 러브 - 서울 | Viola de Lesseps        | Seoul Arts Center CJ Towol Theater | 28 stycznia do 26 marca |
| 2023 | Shakespeare in Love | 셰익스피어 인 러브 - 서울 | Viola de Lesseps        | Sejong Arts Centre                 | 8 do 9 kwietnia         |

### Program telewizyjny
| Rok       | Tytuł                                                                 | Rola           | Uwagi |
| --------- | --------------------------------------------------------------------- | -------------- | --- |
| 2011      | Our Greatest Gift                                                     | Narrator       | Dokument telewizyjny                                                                                           |
| 2011      | A Happy Day                                                           |                | Odcinek „Best prospect of 2011, child actor Kim Yoo-jung”                                                      |
| 2011      | 26th Children's Green Song Contest                                    | Narrator       | Nagranie: 23 kwietnia – Emisja: 5 maja                                                                         |
| 2011      | I Would Really Like to Be on Television                               |                | Program przesłuchań dla dzieci; Sędzia                                                                         |
| 2011      | Just Like That Show                                                   | Host           | Program rozrywkowy dla dzieci                                                                                  |
| 2011–2012 | Just Like That Show 2: Random Expedition                              | Host           | Program rozrywkowy dla dzieci                                                                                  |
| 2012      | New Life for Children                                                 | Narrator       | |
| 2012      | Environment Special                                                   | Narrator       | odcinek 503 – 20 czerwca                                                                                       |
| 2013      | New Life for Children                                                 | Narrator       | 3 maja |
| 2013      | From Daejanggeum to Nagasu (special Daejanggeum 10 years)             | Host           | z Choi Jin-hyukiem, Kim Sung-joo i Lee Young-ae – 18 października                                              |
| 2014      | Seven Tasters                                                         | Członek obsady | 30 maja – 29 sierpnia; program typu reality show o podróżach                                                   |
| 2014      | Hometown Theater                                                      | Narrator       | 26 lipca; 'Punggeum of My Heart'                                                                               |
| 2014-2016 | Inkigayo                                                              | Host           | 16 listopada 2014 r. – 3 kwietnia 2016 r.                                                                      |
| 2015      | Jin Sil's Mother II: Hwanhee and Joonhee                              | Narrator       | Dokument telewizyjny; 1 czerwca                                                                                |
| 2016      | A Young Girl Wearing a Veil                                           | Narrator       | Dokument telewizyjny; 22 lutego                                                                                |
| 2019      | '100 Years of Spring' on The Eve of 100th Anniversary of 3.1 Movement | Host           | z Jin-young; 28 lutego                                                                                         |
| 2019      | When That Day Comes                                                   | Narrator       | Dramat dokumentalny oparty na faktach, dodatek specjalny z okazji 100. rocznicy Ruchu 3.1 (część 2); 1-2 marca |
| 2021      | Gungon Project, Changdeokgung on Moonlight                            | Narrator       | Dwa tygodnie od 17 listopada; Gungon Project' Changdeokgung on Moonlight Tour                                  |

### Hosting
| Rok  | Tytuł                 | Informacje        |
| ---- | --------------------- | ----------------- |
| 2020 | 2020 SBS Drama Awards | z Shin Dong-yubem |
| 2021 | 2021 SBS Drama Awards | z Shin Dong-yubem |
| 2023 | 2023 SBS Drama Awards | z Shin Dong-yubem |

### Reality show
| Rok  | Tytuł                                | Rola          |
| ---- | ------------------------------------ | ------------- |
| 2013 | I'm Real Kim Yoo-jung in L.A.        | Główna obsada |
| 2019 | Kim Yoo Jung's Half Holiday in Italy | Główna obsada |

### Występy w teledyskach
| Rok  | Tytuł             | Artysta       |
| ---- | ----------------- | ------------- |
| 2004 | "White Christmas" | różni artyści |
| 2011 | „VVIP”            | Seungri       |
| 2012 | „Return”          | Lee Seung Gi  |
| 2012 | „Going to You”    | Take Hyun     |
| 2013 | "Gone"            | JIN           |
| 2013 | „Srrr”            | SunBee        |
| 2015 | „7E77 ME B43Y”    | Lim Seulong   |
| 2019 | „Begin Again”     | Kim Jae-hwan  |